# Yoshio Akamatsu
Yoshio Akamatsu (赤松義生 Akamatsu Yoshio) is een fictief persoon uit de film Battle Royale. Hij wordt gespeeld door acteur Shin Kusaka.

## Voor Battle Royale
Yoshio Akamatsu was een student van de fictieve Shiroiwa Junior High School. Hij had last van overgewicht en was slecht in sport. Hierdoor werd Yoshio vaak het slachtoffer van pesterijen, met name onder leiding van Ryuhei Sasagawa. Akamatsu is een bange en stille student die vaak paranoïde wordt door het feit dat hij geen vrienden heeft.

## Battle Royale
Yoshio is de eerste die het gebouw verlaat. Nadat hij eerst voor een tijd schuilt, beseft hij dat hij, vanwege zijn sociale status in de klas, het spel zal moeten spelen om te overleven. Hij klimt, in de manga, samen met zijn wapen, een kruisboog, op de school om te schieten op de leerlingen.
In het boek schiet hij Mayumi Tendo in haar nek. In de manga schiet hij haar in haar gezicht en in de film is een pijl door haar keel zichtbaar.
Vervolgens probeert hij, in alle adaptaties, te schieten op Shuya Nanahara. Hij mist hem echter, waarna Shuya de pijl terug gooit naar Yoshio. Yoshio glijdt hier over uit, waardoor zijn hoofd de grond raakt. Hij wordt bewusteloos. In de manga probeert Shuya Akamatsu te overhalen om mee te doen en samenwerken om een uitweg uit het spel te zoeken. Dit lukt, totdat Noriko naar buiten rent. Yoshio schrikt en schiet naar Noriko. Hij mist. Shuya probeert Noriko te beschermen en gooit daarom de pijl naar Yoshio.
Wanneer hij bijkomt, staat Kazushi Niida vlak bij hem. Niida pakt zijn kruisboog en schiet hem hiermee in zijn nek. In de film schiet Niida Akamatsu in zijn hart, nadat Akamatsu paniekt en Niida hierdoor zich bedreigd voelt.